# Butastur
Butastur är ett släkte i familjen hökar med fyra arter som förekommer i östra och södra Asien till Sulawesi samt Afrika söder om Sahara:
- Rostvingad vråk (Butastur liventer)
- Gräshoppsvråk (Butastur rufipennis)
- Gråkindad vråk (Butastur indicus)
- Vitögd vråk (Butastur teesa)